# Tőzegmohák
A tőzegmohák (Sphagnopsida) a lombosmohák (Bryophyta) egyik rendszertani osztálya.

## Előfordulásuk, elterjedésük
Európában a Kárpát-medencétől nyugatra és főleg északra gyakori — olyan éghajlaton, ahol több a csapadék és nagyobb a relatív páratartalom, tehát főleg a boreális övben és a magashegységekben.
Magyarországi állományait a mocsarak lecsapolása drasztikusan lecsökkentette, ezért hazánkban minden tőzegmoha fokozottan védett, begyűjtése tilos! A nálunk ismert nyolc faj közös jellemzője, hogy a síkságon meg az alvidéken nem terem: a legalacsonyabban Eger mellett, a baktai erdőben található. Megtalálható még Öcs község határában lévő Nagy-tóban.

## Megjelenésük, felépítésük
Jellemzően hegyi lápokban, sásréteken, erdei fenyvesekben nőnek. A moha 5–20 cm magas, oldalágai 2–3 cm hosszúak, a növény fejecskében végződik. Áglevélkéi hosszúkásak, keskenyek, belső oldalukon számos likaccsal. A szárlevélkék aprók, háromszögletesek. Különleges képességük, hogy rengeteg vizet képesek magukba szívni, és ott megtartani. Nevük arra utal, hogy az elpusztult mohanövények reduktív körülmények között tőzeggé alakulnak.

## Rendszertani felosztásuk
A tőzegmohák (Sphagnopsida) osztályának egyetlen nemzetsége a tőzegmoha (Sphagnum) kb. 200 fajjal. Ezeket négy fajsorra tagolják:
- Acutifolia fajsor,
- Cuspidata fajsor,
- Sphagnum fajsor,
- Subsecunda fajsor.

## Ismertebb fajok
- keskenylevelű tőzegmoha (Sphagnum cuspidatum)
- karcsú tőzegmoha (Sphagnum recurvum)
- láperdei tőzegmoha (Sphagnum teres)